# USS William D. Porter (DD-579)
Lo USS William D. Porter (hull classification symbol DD-579) fu un cacciatorpediniere della United States Navy appartenente alla classe Fletcher, entrato in servizio nel luglio 1943 e attivo durante la seconda guerra mondiale.
Dopo un breve periodo in Atlantico, il cacciatorpediniere fu assegnato alle operazioni contro l'Impero giapponese nel teatro bellico dell'oceano Pacifico, prendendo parte alla campagna delle Filippine e alla battaglia di Okinawa.
Impegnato in missioni di protezione della flotta al largo di Okinawa, il Porter cadde vittima di un velivolo kamikaze il 10 giugno 1945, affondando pur senza perdite di vite umane tra il suo equipaggio.

## Storia

### Servizio in Atlantico

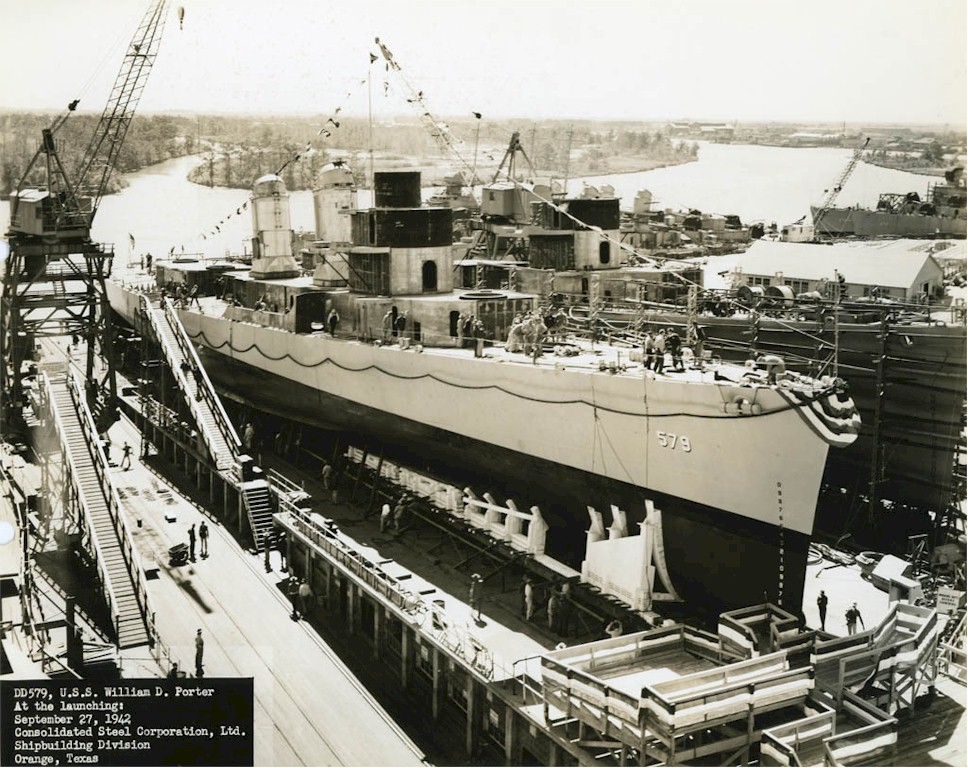
Il varo dell'unità il 27 settembre 1942

Impostata nei cantieri della Consolidated Steel Corporation di Orange (Texas) il 7 maggio 1942, la nave venne varata il 27 settembre 1942 con il nome di William D. Porter in onore dell'omonimo commodoro statunitense distintosi durante la guerra di secessione; madrina del varo fu Mary Elizabeth Reeder. La nave entrò quindi in servizio il 6 luglio 1943, svolgendo prove ed esercitazioni nelle acque dei Caraibi per poi raggiungere a fine mese la base di Norfolk dove entrò in forza alla Atlantic Fleet.
Il 12 novembre 1943 il Porter lasciò Norfolk insieme ad altri due cacciatorpediniere per scortare la nave da battaglia USS Iowa; quest'ultima aveva a bordo il presidente statunitense Franklin Delano Roosevelt, diretto alla conferenza del Cairo e alla conferenza di Teheran con gli altri leader degli Alleati. Durante un ciclo di esercitazioni, il 14 novembre il cacciatorpediniere lanciò inavvertitamente un siluro in direzione della Iowa, che tuttavia fu in grado di evitarlo; dopo questo incidente, al Porter fu ordinato di lasciare la formazione e dirigere su Bermuda per sottoporsi alle investigazioni del caso.

### Servizio nel Pacifico

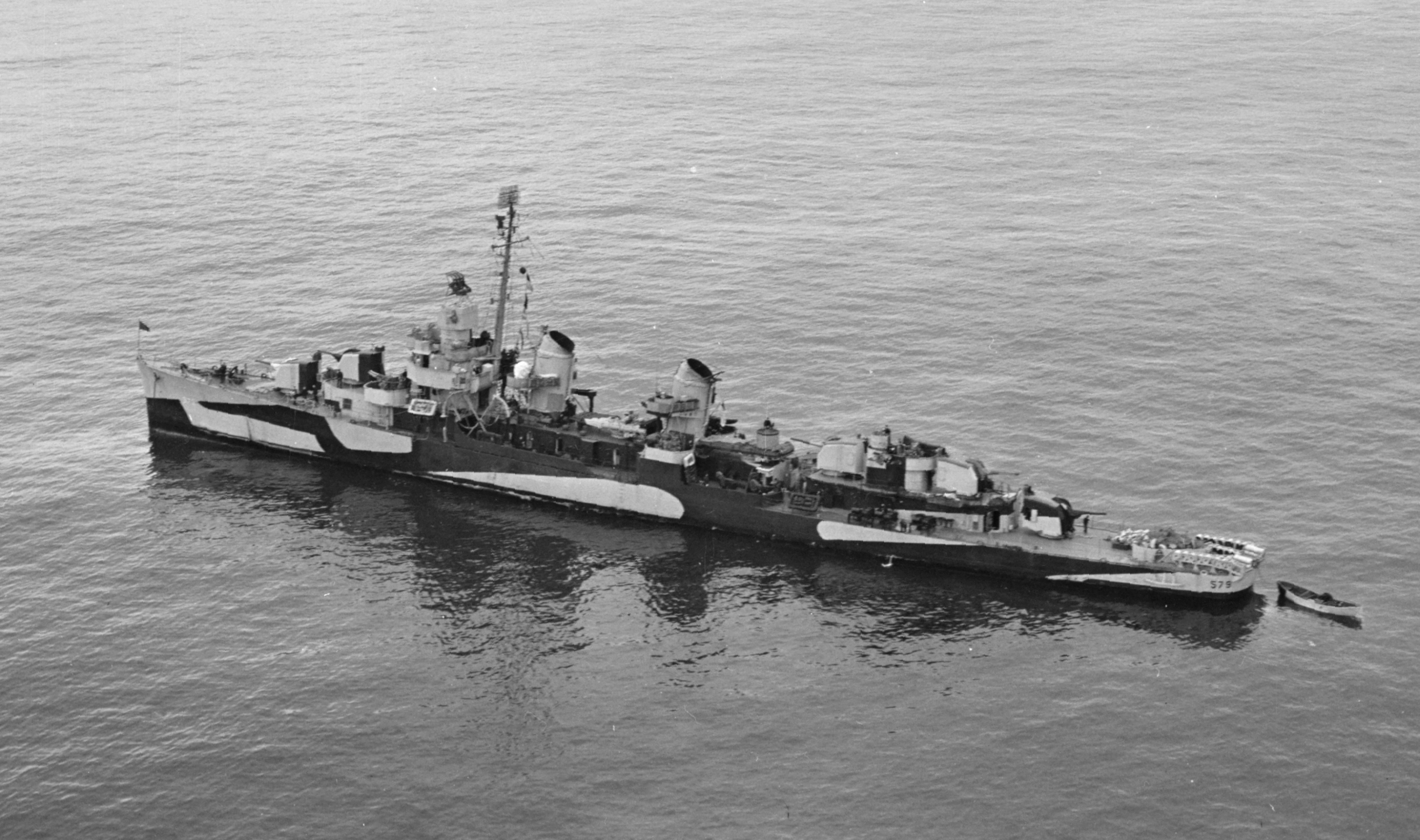
Il Porter ad Attu nel giugno 1944

Dopo essere rientrato a Norfolk il 25 novembre, il 4 dicembre seguente il Porter salpò per dirigere nel teatro bellico dell'oceano Pacifico; dopo essere transitato per il canale di Panama, il cacciatorpediniere raggiunse San Diego il 19 dicembre, per poi trasferirsi nella base di Dutch Harbor nelle Isole Aleutine in forza alla Task Force 94. Il cacciatorpediniere trascorse i primi quattro mesi del 1944 in missione di pattugliamento e di esercitazione nelle acque delle Aleutine, senza far registrare eventi di sorta. Il 10 giugno 1944 il Porter compì, unitamente al resto della TF 94, un'incursione contro le installazioni giapponesi nelle isole Curili, partecipando il 13 giugno al cannoneggiamento dell'isola di Matsuwa; dopo una sosta ad Attu per fare rifornimento, la TF 94 tornò nelle acque delle Curili il 26 giugno per bombardare la base giapponese sull'isola di Paramushiru. Una terza incursione alle Curili della TF 94 fu annullata il 2 agosto seguente a causa delle pessime condizioni meteo e dell'avvistamento della formazione da parte di un ricognitore giapponese.
Dopo un altro mese passato in infruttuose missioni di pattugliamento anti-sommergibili nelle Aleutine, il Porter si diresse a San Francisco per un ciclo di riparazioni di routine, per poi arrivare il 2 ottobre nella base di Pearl Harbor. La nave si trasferì quindi nella base avanzata di Manus nel Pacifico occidentale, da cui salpò all'inizio di novembre per dirigere a Leyte nelle Filippine dopo aver fatto tappa ad Hollandia. Il Porter prese quindi parte alle operazioni navali della campagna delle Filippine, agendo principalmente come unità di scorta per i convogli tra Leyte, Hollandia, Manus e Mindoro; il 21 dicembre il cacciatorpediniere dovette sostenere ripetuti attacchi aerei giapponesi mentre scortava un convoglio da Leyte a Mindoro, senza riportare danni.
Il 2 gennaio 1945 il Porter fu assegnato alla forza navale d'appoggio incaricata di scortare e appoggiare le unità anfibie dirette a sbarcare nel Golfo di Lingayen a Luzon; il 5 gennaio la formazione statunitense fu attaccata dai velivoli nipponici, e il Porter rivendicò l'abbattimento di tre aerei nemici. Il 6 gennaio il cacciatorpediniere compì bombardamenti d'artiglieria in preparazione degli sbarchi a Lingayen, abbattendo nel mentre altri due velivoli giapponesi; dopo gli sbarchi della forza anfibia il 9 gennaio, il Porter fu più volte impegnato in missioni di supporto d'artiglieria ai reparti a terra, oltre che di protezione antiaerea e anti-sommergibili per la flotta. L'unità lasciò quindi le acque di Luzon il 15 febbraio, dirigendo prima Guam e poi a Leyte per prepararsi alla prossima missione, l'invasione anfibia dell'isola di Okinawa.

### Operazioni a Okinawa

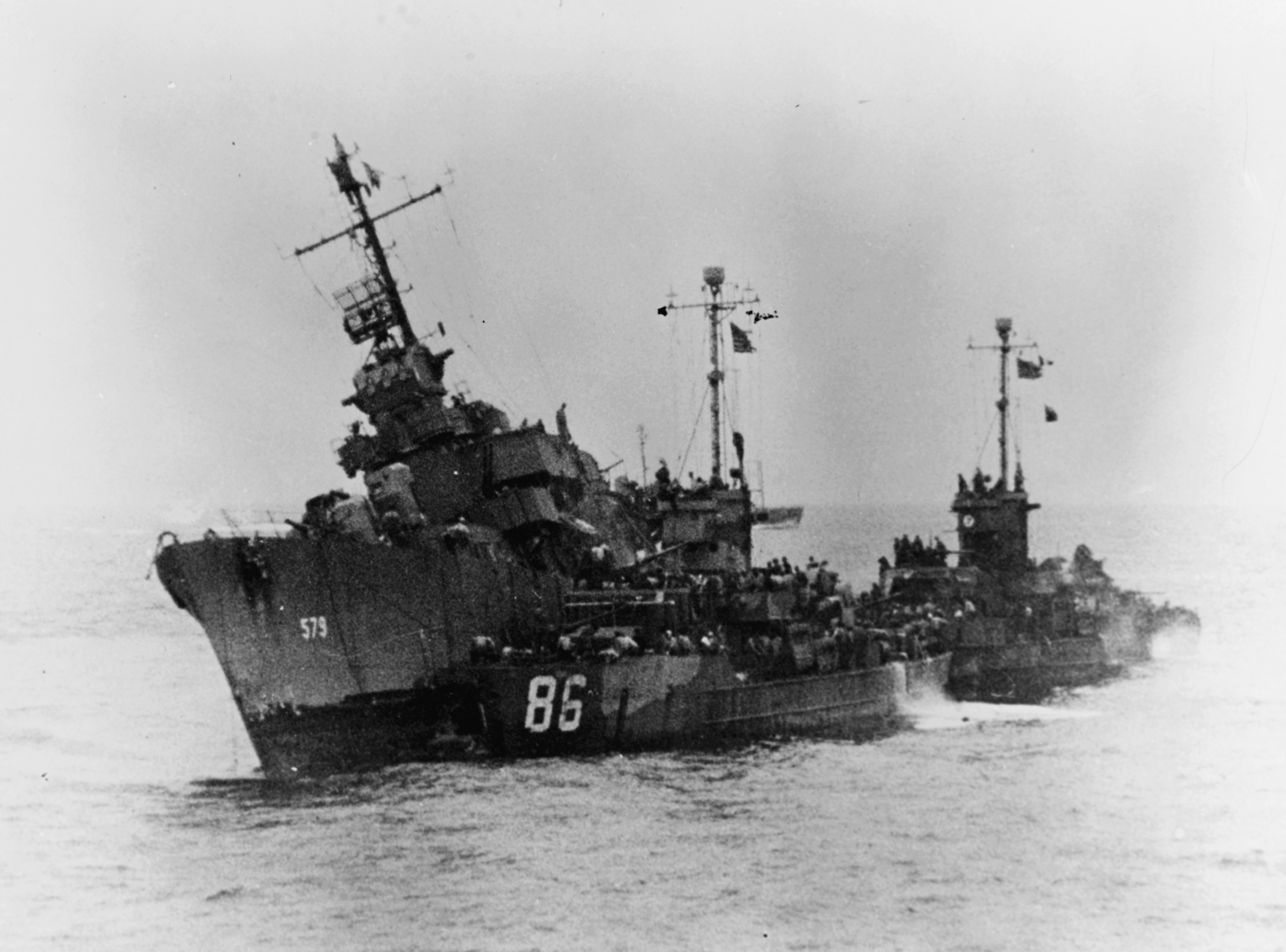
10 giugno 1945: il Porter (sulla sinistra) in fase di affondamento, affiancato dalla LCS 86 che sta prendendo a bordo l'equipaggio del cacciatorpediniere

Il Porter lasciò le Filippine il 21 marzo, raggiungendo le acque delle isole Ryūkyū il 25 marzo dove supportò lo sbarco incontrastato dei reparti statunitensi sulle piccole isole dell'arcipelago di Kerama. Dopo alcune missioni di scorta antiaerea e anti-sommergibili attorno alle Kerama, il 1º aprile il cacciatorpediniere partecipò all'assalto anfibio a Okinawa come unità di protezione ai gruppi di dragamine impegnati a ripulire le acque dell'isola e fornendo ripetuto fuoco d'artiglieria d'appoggio ai reparti sbarcati; tra il 1º aprile e il 5 maggio il Porter sparò non meno di 8.500 proiettili dai suoi pezzi principali da 127 mm, sia contro bersagli a terra che contro le formazioni di velivoli nipponici che attaccavano ripetutamente la flotta statunitense. In questo periodo l'unità rivendicò l'abbattimento di altri cinque aerei giapponesi.
A partire dal 5 maggio il Porter fu distaccato in posizione avanzata rispetto alla flotta per fungere da picchetto radar, onde avvertire in anticipo le unità statunitensi delle nuove incursioni aeree nipponiche in arrivo e guidare i velivoli intercettori statunitensi verso il nemico. Il cacciatorpediniere era ancora impegnato in questo compito quando, alle 08:15 del 10 giugno, finì sotto l'attacco di velivoli kamikaze: un vecchio bombardiere Aichi D3A giapponese sbucò improvvisamente dalle nuvole e si gettò in picchiata sul cacciatorpediniere; il Porter riuscì a evitare un impatto diretto con il velivolo che si schiantò in mare nelle sue vicinanze, ma l'esplosione delle bombe imbarcate sull'aereo nipponico causò comunque gravi danni al cacciatorpediniere e appiccò diversi incendi a bordo.
Per tre ore l'equipaggio lottò contro le fiamme sull'unità, immobilizzata e senza energia elettrica, finché il comandante non ordinò di abbandonarla. Due cannoniere Landing Craft Support mossero in soccorso dell'equipaggio, evacuato al completo benché con 61 feriti nei suoi ranghi; la nave quindi affondò nella posizione 27º 06' N, 127º 38' E.